# サン・ジャシント (空母)
サン・ジャシント (USS San Jacinto, CV/CVL-30) は、アメリカ海軍の航空母艦。インディペンデンス級航空母艦の9番艦。艦名はテキサス独立戦争におけるサンジャシントの戦いにちなむ。その名を持つ艦としては2隻目。

## 艦歴
「サン・ジャシント」はニュージャージー州カムデンのニューヨーク造船所で1942年10月26日に軽巡洋艦「ニューアーク (USS Newark, CL-100) 」として起工する。1942年6月2日にCV-30に艦種変更、「レプライザル (USS Reprisal) 」と艦名変更され、1943年1月30日にサン・ジャシントと再び艦名を変更される。建造途中にCVL-30に再び艦種変更され、1943年9月26日にジェシー・ジョーンズ夫人によって命名、進水した。1943年11月15日にハロルド・M・マーティン艦長の指揮下で就役した。カリブ海での整調航海の後、「サン・ジャシント」は太平洋の交戦地帯へ、パナマ運河、サンディエゴおよび真珠湾経由で出航した。

### 1944年
「サン・ジャシント」はマーシャル諸島のマジュロに到着すると、マーク・ミッチャー中将率いる第58任務部隊の一部として太平洋艦隊に加わり、第51航空団を乗艦させて出港する。ウェーク島、南鳥島攻撃部隊の僚艦護衛のための偵察任務を行った後、1944年6月5日までにミッドウェー海戦以来の最大の海戦となるマリアナ沖海戦への参加準備を整えていた。その日、第58任務部隊はマジュロからマリアナ諸島に向けて出航し、サイパン制圧部隊支援のための航空攻撃準備を行った。
このアメリカ軍による攻撃は日本軍の激烈な抵抗を引き起こした。6月19日に日本艦隊はアメリカ軍に対し400機以上を投入して攻撃を行った。続いて引き起こった空戦でアメリカ軍は300機を超える日本軍機を撃墜し、後に「マリアナの七面鳥撃ち」（The Marianas Turkey Shoot）として語られることになる。このアメリカ軍の大勝に終わった海戦で「サン・ジャシント」の砲手は友軍艦艇に接近した日本機を数機撃墜している。その日の夕刻、ミッチャー提督は退却する敵艦隊の追撃を全空母に命じた。艦載機の帰還は夜間に相当な混乱の中遂行された。ある報告によると、このとき1機の日本軍艦載機が「サン・ジャシント」に着艦アプローチを試みたが、着艦フックが下がっていなかったため、信号士官に着艦不可の信号を受けただけであった。
その後「サン・ジャシント」はロタ島とグアムに対する攻撃、戦闘偵察飛行、対潜哨戒任務に参加した。この攻撃期間中に「サン・ジャシント」の艦載機パイロットがグアム島上空で撃墜され、救命筏の中で17日間を過ごした後に救助された。エニウェトク環礁で燃料及び物資を補給した後、「サン・ジャシント」は7月15日にパラオ攻撃に参加する。8月5日には父島、母島、硫黄島に対する攻撃を行った。エニウェトクで短期間停泊した後、僚艦がヤップ、ウルシー、アンガウル島、バベルダオブ島へ攻撃を行っている間に戦闘偵察飛行、対潜哨戒任務に従事する。日本軍機は地上に釘付けとなった。

### 1944年9月2日

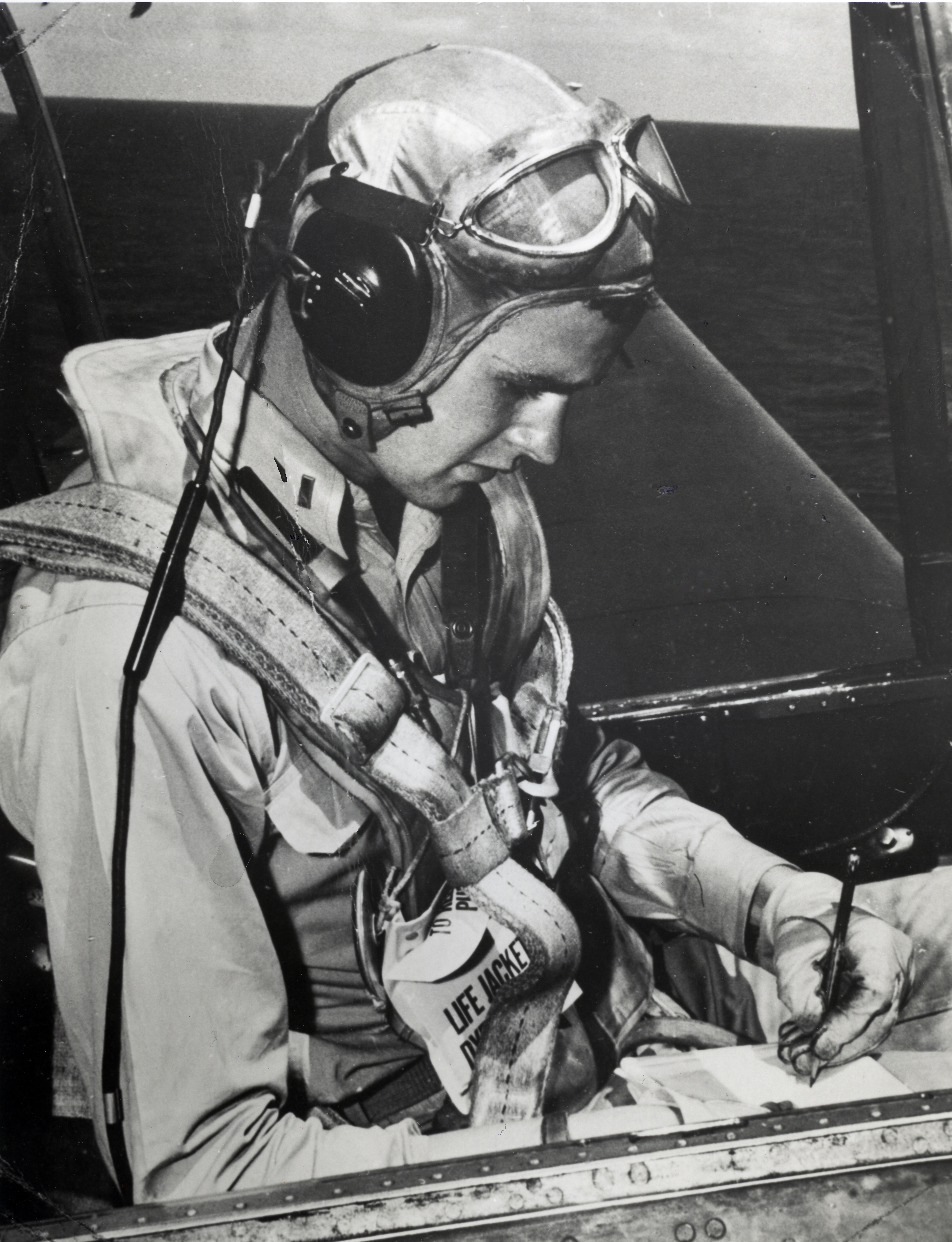
ジョージ・H・W・ブッシュ（パイロット時代)。

9月2日、「サン・ジャシント」からTBF艦上雷撃機の一隊が父島攻撃のため発進した。攻撃隊のうちの一機「バーバラ」のパイロットで、後に大統領となるジョージ・H・W・ブッシュは、僚機と共に通信施設攻撃を命じられていた。同時に、2日連続で同じ目標を攻撃するゆえ対空砲火に関する注意も受けていた。攻撃隊は南方から父島に接近し、指揮官機がまず通信施設に投弾した。「バーバラ」は攻撃3番手だったが、投弾態勢に入った際対空砲火が命中し、エンジンから発火した。しかし、「バーバラ」は被弾にも屈せず投弾して爆弾は通信施設に命中。「バーバラ」は東方に避退したが火勢が強くなり、ブッシュは他のクルーと共に落下傘降下を行った。ブッシュは「バーバラ」に頭をぶつけながらも降下に成功して父島の北東海域に着水したが、同時に降下したクルーの一人の落下傘はついに開かなかった。
ブッシュは離れた場所に落下した救命ボートに乗って助けを待った。上空を戦闘機が警戒し、ブッシュを捕らえようとする日本船を機銃掃射で追い払った。一方、ブッシュが落下着水した位置を指揮官機からの通報により知らされた潜水艦「フィンバック (USS Finback, SS-230) 」は現場に急行し、11時56分に到着してブッシュを救助した。フィンバックはブッシュのクルー仲間のデラニーとホワイト。を探したが発見できず、代わりに16時20分にベックマンという空母「エンタープライズ (USS Enterprise, CV-6) 」所属のパイロットを救助した。デラニーとホワイトは行方不明となり死亡と認定され、ブッシュは後に空軍殊勲十字章を受章し、「サン・ジャシント」に戻っていった。ブッシュは1987年に出版した自伝でこの撃墜を振り返った際、「終戦後に父島の人肉事件を雑誌で知って "最悪の時を思い起こさせた" 」と書いている。

### フィリピン戦線
「サン・ジャシント」はアドミラルティ諸島マヌス島で物資補給を受けた後に沖縄攻撃に参加、上陸作戦に備えて地上基地の写真撮影を行った。洋上給油を行った後、僚艦が台湾、北ルソンおよびマニラ湾に対する攻撃を行っている間10月12日から19日まで戦闘偵察飛行を行っている。この間の10月17日に艦載機が着陸の際に誤って機銃を艦橋に発射し、2名が死亡、24名が負傷した。この中には部隊指揮官が含まれており、レーダーに対して大きな被害が生じた。この事故にもかかわらず、「サン・ジャシント」は作戦行動を続けた。
アメリカ軍が10月20日にフィリピン中部のレイテに上陸すると、「サン・ジャシント」は友軍への上空掩護を行った。この任務は10月24日の栗田健男中将率いる日本艦隊発見の報により中断される。
「サン・ジャシント」はラルフ・F・デヴィソン少将の第38.4任務群の一艦として艦載機を投入し、エンガノ岬沖海戦で多大な戦果を上げた。10月30日に艦載機はレイテ島上空防衛を行う。その一方、「サン・ジャシント」は突入を試みた2機の特攻機を艦砲で撃墜している。ウルシー環礁で停泊した後マニラ湾攻撃部隊に加わり、その後グアムで航空団を交代、第45航空団を乗艦させる。しかし、1944年12月18日に任務部隊ごとコブラ台風に遭遇。「サン・ジャシント」は前日17日から飛行機や給油系統からガソリンを抜いたり爆弾を隔離したりと徹底的な台風対策を行ったものの、ローリングにより格納庫内の飛行機同士がぶつかり合って軽微な損傷を負う。勇敢な乗組員が転がる飛行機やその残骸を片付け、発生した小火災を消し止めた結果、最悪の状態を脱することができた。なお、この前後にブッシュは116回の出撃を達成して本国に帰国している。

### 1945年
ウルシーで修理を終えた後、「サン・ジャシント」と僚艦は南シナ海域に入り、台湾の飛行場、カムラン湾、インドシナ、香港での艦艇攻撃を行う。第38任務部隊（ジョン・S・マケイン・シニア中将）は海上で燃料補給を行い、敵に対する威圧とルソン侵攻部隊への支援、沖縄への攻撃を継続した。続いて「サン・ジャシント」は第一次日本本土攻撃に参加する。1945年2月16日、17日の攻撃で艦載機は関東地方の飛行場上空で空戦を行い多数の敵機を撃墜している。これらの攻撃は硫黄島上陸支援が目的であった。その後上陸部隊への航空支援を行い、ウルシーに帰投した。
九州沖での作戦活動時に、「サン・ジャシント」は3月18日の九州沖航空戦における空母「フランクリン (USS Franklin, CV-13) 」の大火災を目撃している。1945年3月19日には特攻機の突入をかろうじて回避している。続くアイスバーグ作戦では、沖縄進攻に対して航空支援を行った。4月5日に500機を越える敵機が突入攻撃を行い、アメリカ軍は艦上戦闘機と高射砲で約300機を撃墜したが、多数が目標に達することとなった。「サン・ジャシント」の砲手は特攻機をようやく撃墜した。もう一機は艦前方50フィートの位置で撃墜された。沖縄進攻の間、「サン・ジャシント」はほとんど絶えず総員配置状態で地上軍を支援し、特攻機による攻撃を撃退した。4月7日に「サン・ジャシント」の艦載機は沖縄水上特攻部隊の一艦、駆逐艦「浜風」を撃沈している。
その後「サン・ジャシント」は、九州の特攻拠点である鹿屋基地への攻撃や沖縄地上軍への航空援護を行った。6月5日に台風に遭遇するが損害はなく、その後レイテ島で第38任務部隊に配置され日本本土への最終攻撃を行った。「サン・ジャシント」の艦載機は7月9日から8月15日まで北海道及び本州の各都市を攻撃し、7月10日には茨城県各地の飛行場を攻撃し、7月14日から15日にかけては根室湾など道東各地を空襲した。「サン・ジャシント」は終戦まで日本の沖合で作戦活動に従事し、戦争が終わると日本の戦時捕虜収容所に食料と医薬品投下も行った。

### 戦後
「サン・ジャシント」は1945年9月14日にカリフォルニア州アラメダで係留された後1947年3月1日に退役し、サンディエゴで太平洋予備役艦隊に加わった。1959年5月15日に航空機輸送艦 (AVT-5) として艦種変更されたが、1970年6月1日に除籍され、1971年12月15日にカリフォルニア州ロサンゼルス、ターミナル島のナショナル・メタル・アンド・スチール社にスクラップとして売却された。
「サン・ジャシント」は第二次世界大戦での戦功により殊勲部隊章および5つの従軍星章を受章した。
ブッシュの一件は、日本でも1988年アメリカ合衆国大統領選挙の最中に産経新聞が記事にし、夕刊フジでも先の記事を読んだ元少年兵や元砲台員の証言を合わせて特集記事が書かれた。1989年2月24日の大喪の礼で来日するブッシュと元砲台員との対面企画も予定されたが、対面企画は諸般事情によりお流れになった。